# Brønnsletten
Brønnsletten is een plaats in de Noorse gemeente Rauma, provincie Møre og Romsdal. Brønnsletten telt 287 inwoners (2007) en heeft een oppervlakte van 0,16 km².